# سارا بيندر
سارا بيندر (بالإنجليزية: Sarah Pinder)‏ (1983)؛ كاتِبة وشاعرة كندية.